# 마리오 테니스 GC
마리오 테니스 GC(마리오 파워 테니스; 일본어: マリオテニスGC, Mario Power Tennis), 는 닌텐도에서 게임큐브용으로 발매된 스포츠 게임이다. 카멜롯 소프트웨어 플래닝이 제작했으며, 마리오 테니스 시리즈로는 세 번째 게임이다. 마리오 파워 테니스는 2004년 10월 28에 발매되었고, 북미에서는 2004년 11월 8일에,호주에서는 2005년 2월 25일에 발매되었다. 이 게임은 Wii 버전으로 리메이크 되어 발매되기도 하였다.

## 게임 플레이
게임플레이 방식은 보통 방식의 테니스 경기 방식도 있지만, 다른 요소도 추가되어 있다. 총 18명의 캐릭터들에게는 자신의 스타일을 반영한 "파워 슛"이라는 요소가 있는데, 이슛은 보통 슛 보다 더 강력하다.

## 평가
| 평론 점수 평론사 점수 GC Wii 에지 5/10 [ 1 ] N/A EGM 8.17/10 [ 2 ] N/A 유로게이머 8/10 [ 3 ] 6/10 [ 4 ] 패미츠 34/40 [ 5 ] N/A 게임 인포머 8.5/10 [ 6 ] 8.25/10 [ 7 ] 게임 레볼루션 B+ [ 8 ] B+ [ 9 ] 게임프로 [ 10 ] [ 11 ] 게임스팟 8.9/10 [ 12 ] N/A 게임스파이 [ 13 ] N/A IGN 8.5/10 [ 14 ] 5.8/10 [ 15 ] 닌텐도 파워 3.7/5 [ 16 ] N/A The Sydney Morning Herald [ 17 ] N/A 통합 점수 게임랭킹스 81.03% [ 18 ] 68.19% [ 19 ] 메타크리틱 80/100 [ 20 ] 65/100 [ 21 ] |         |         |
| 평론 점수 |         |         |
| 평론사 | 점수    | 점수    |
| 평론사 | GC      | Wii     |
| 에지 | 5/10    | N/A     |
| EGM | 8.17/10 | N/A     |
| 유로게이머 | 8/10    | 6/10    |
| 패미츠 | 34/40   | N/A     |
| 게임 인포머 | 8.5/10  | 8.25/10 |
| 게임 레볼루션 | B+      | B+      |
| 게임프로 | [ 10 ]  | [ 11 ]  |
| 게임스팟 | 8.9/10  | N/A     |
| 게임스파이 | [ 13 ]  | N/A     |
| IGN | 8.5/10  | 5.8/10  |
| 닌텐도 파워 | 3.7/5   | N/A     |
| The Sydney Morning Herald | [ 17 ]  | N/A     |
| 통합 점수 |         |         |
| 게임랭킹스 | 81.03%  | 68.19%  |
| 메타크리틱 | 80/100  | 65/100  |

## 같이 보기
- 테니스
- 마리오